# 幸徳秋水
幸徳 秋水（こうとく しゅうすい、旧字体：幸德 秋水、1871年11月5日〈明治4年9月23日〉 - 1911年〈明治44年〉1月24日）は、日本のジャーナリスト、思想家、共産主義者、社会主義者、無政府主義者（アナキスト）。
本名は幸徳 伝次郎（こうとく でんじろう、旧字体：幸德 傳次󠄁郞）で、一般的に知られている「秋水」の名は師事していた中江兆民から与えられたもの。幸徳事件（大逆事件）で処刑された12名の1人である。

## 経歴

### 中江兆民の門弟として
1871年11月5日（旧暦明治4年9月23日）に高知県幡多郡中村町（現：高知県四万十市中村京町）で生まれる。実家の幸徳家は酒造業と薬種業を営む町の有力者で、俵屋を号する豪商だったが、大阪から養子に迎えた篤胤が実家の姓を名乗り、初代「幸徳」となった。篤胤の実家は、元々は「幸徳井（かでい）」という姓で陰陽師の家だった。4代目の篤道は町年寄りとなり、明治維新後は村長を務め、秋水は孫に当たる。なお、のちに妻となる師岡千代子の父親は幕末の尊王攘夷運動で活躍し、足利三代木像梟首事件の首謀者とされている国学者の師岡正胤である。
9歳で儒学者・木戸明の「修明舎」へ入り、四書五経を学ぶ。11歳で旧制中村中学校へ進学するも台風の影響で校舎が全壊し、再建されないまま退学を余儀なくされた。1887年（明治20年）に上京し、1888年（明治21年）11月から同郷の中江兆民の自宅に学僕として住み込み、中江の門弟となる。この時に中江から「秋水」の号を授かる。秋水は新聞記者を目指して板垣退助が社長を務める『自由新聞』で勤務し、小泉策太郎と親友になる。同年12月に公布・施行された保安条例によって東京を追われた兆民は、大阪へ移ると角藤定憲と会い、芝居の公演の企画を提唱した。その企画を受け入れた角藤は大日本壮士改良演劇会を旗揚げし、これがいわゆる「壮士芝居」の先駆けとなった。その時の演目の一つである「勤王美（義）談 上野曙」の執筆は、兆民が秋水に依頼したと言われている。

### ゴシップ紙の記者として

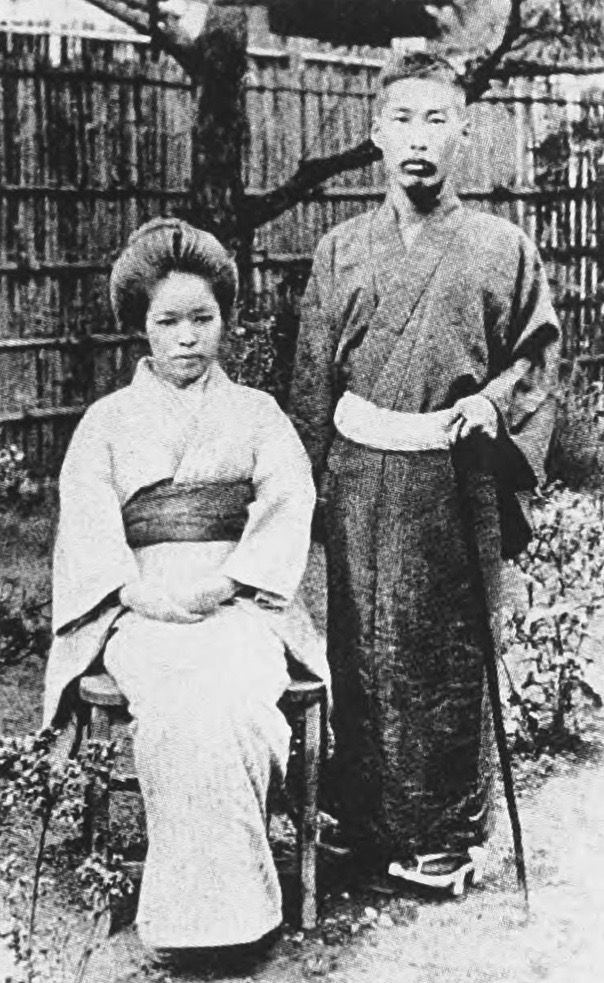
幸徳秋水、妻の千代子

秋水は1898年（明治31年）2月に中央新聞を去り、1892年（明治25年）に黒岩涙香が創刊した『萬朝報』の記者となる。『萬朝報』は日本におけるゴシップ報道の先駆けとして知られ、ひたすら権力者のスキャンダルを追及し、蓄妾実例といった人間のプライバシーを暴露する醜聞記事で売り出した新聞である。1899年（明治32年）末には東京で発行される新聞の中で発行部数第1位に達し、その数は最大で30万部にもなった。また、一時期は淡紅色の紙を用いたことから「赤新聞」とも呼ばれた。秋水は萬朝報の記者として勤務しながら国民英学会で学び、1900年（明治33年）8月30日に旧・自由党系の政党である憲政党が以前からの政敵である藩閥の伊藤博文と共に「立憲政友会」を結成したことを嘆き、『萬朝報』の同日付けの記事に「嗚呼、自由党死すや」との一文で有名な「自由党を祭る文」と題した批判論文を掲載した。また、同年6月から発生した義和団の乱（北清事変）制圧の際に日本軍が清国の馬蹄銀を横領した容疑を萬朝報で追及し、陸軍中将・真鍋斌を休職に追い込んだ（馬蹄銀事件）。このことで真鍋や山縣有朋から恨みを買い、これがのちの大逆事件へ繋がったとする説がある。一方、同年5月には皇太子が結婚したが、これを祝福する社説を無署名であるものの萬朝報に記載した。
1899年（明治32年）、師岡千代子と結婚。
1901年（明治34年）5月20日に結成された社会民主党に創立者として参画した。しかし活動が即日禁止され、6月3日に組織変更として社会平民党への結社を届けるも、再び即日禁止される。同年には『廿世紀之怪物帝国主義』を刊行して帝国主義を批判する。これは当時では国際的に見ても先進的なもので、同年12月10日に田中正造が足尾銅山鉱毒事件について明治天皇に直訴した際の直訴状はまず秋水が書き、田中が手を加えたものである。ただしこの直訴状については、田中が直訴状の執筆を依頼するものの依頼された者たちが後難を恐れて尻込みする中、秋水だけは断らずに書いたとも言われている。同年に「秋水」の号を授かった兆民が亡くなり、1902年（明治35年）5月28日に兆民を追悼する「兆民先生」を発表した。

### 共産党宣言から渡米、無政府主義へ

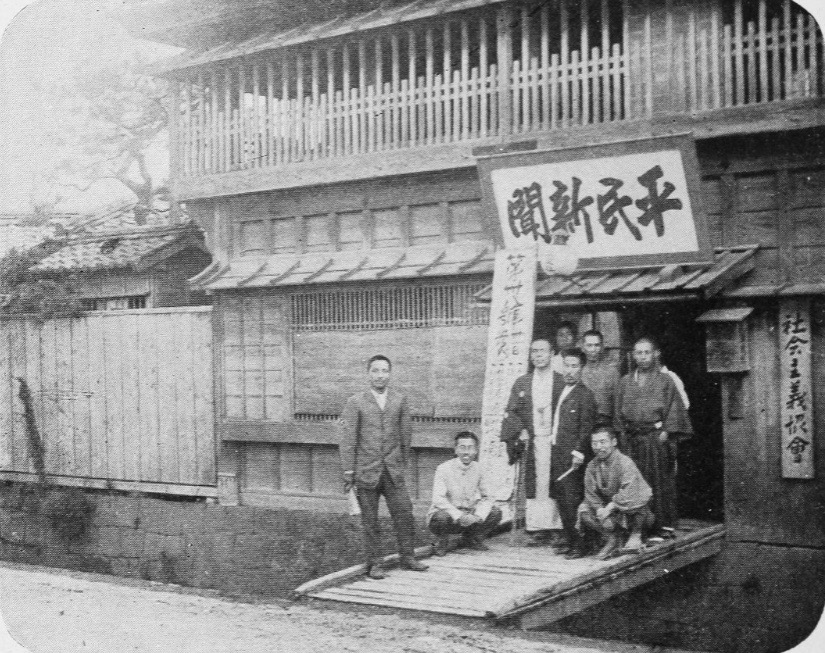
平民社の社屋。左隅で扇子を持っているのが幸徳秋水。中央で紋付を着てステッキを持っているのが堺利彦（1904年8月撮影）。

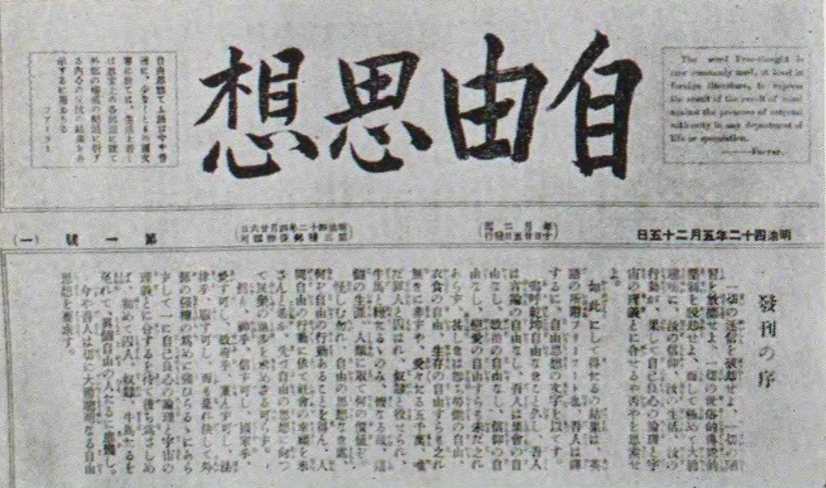
1909年に発刊した「自由思想」第1号

日露戦争が1904年（明治37年）に勃発するが、その前年には戦争に反対する論調の新聞も存在する中で世論の空気はロシア帝国との開戦へと押されていった。秋水が記者を務める萬朝報も社論を非戦論から開戦論へ転換させたため、10月12日に堺利彦・内村鑑三・石川三四郎と共に発行元の萬朝報社を退職する。同年11月15日には堺と共に非戦論を訴え続けるために「平民社」を開業し、週刊「平民新聞」を1905年（明治38年）1月29日まで発行した。この頃、萬朝報で同僚だった斎藤緑雨が病に倒れて貧窮したため、平民新聞に緑雨のために「もゞはがき」という欄を設け、原稿料を得ることが出来るようにした。緑雨はその送金が待ちきれず自ら平民社へ受け取りに来ることも多々あり、秋水はその度に小遣い銭を加えて渡していたという。
1904年（明治37年）には与露国社会党書を発表し、堺と共に「共産党宣言」を翻訳して発表するが即日発禁され、今村恭太郎裁判官により罰金刑となる。そして1905年（明治38年）に新聞紙条例でついに投獄される。獄中でピョートル・クロポトキンを知り、秋水はこの頃から無政府主義へ傾倒していく。出獄後の同年11月14日に渡米し、サンフランシスコでアメリカへ亡命していたロシア人アナキストのフリッチ夫人やアルバート・ジョンソンらと交流し、アナルコ・サンディカリスムの影響を受けた。そのまま滞在していた最中の1906年（明治39年）4月18日にはサンフランシスコ地震に遭遇し、その復興としての市民による自助努力に無政府共産制の状態を見る。地震の影響で同年6月23日には帰国して歓迎会が開催されたが、その席で秋水はゼネラル・ストライキによる直接行動論を提唱する。
その後、1月に成立した第1次西園寺内閣の融和政策のもとで結党が認められた日本社会党において、「国法ノ範囲内ニ於イテ社会主義ヲ主張ス」という合法主義を掲げていたため、秋水の掲げた実力行使に対して党内は大きく揺れることになり、労働者による普通選挙運動を主張する片山潜・田添鉄二らの「議会政策論」と対立し袂を分けることになった。秋水はのちに社会革命党を岩佐作太郎と共に結成し、1907年（明治40年）2月5日付けの平民新聞に「余が思想の変化－普通選挙に就て」を発表して直接行動を主張した。その結果、1909年（明治42年）に「自由思想」を発刊するも即日発売禁止処分を受け、さらには赤旗事件で入獄していた荒畑寒村の妻・管野スガ（須賀子）と不倫関係を結び、同年3月に妻・千代子と離婚した。スガ自身も事件に関与したとして過酷な取り調べを受けたが、当時は肺病を患っており乱闘に加わらなかったために釈放されるも、勤務先の毎日電報は解雇処分となった。秋水がスガと出会ったきっかけは、自由思想の創刊をスガと共に行ったことでスガがアナキズムに共鳴し、秋水からの経済的援助を受けたこと、さらに秋水が開業した平民社でスガが肺病の治療も兼ねて生活していたものが次第に同棲へ発展したものである。しかしこの関係はすぐに発覚し、秋水に対立する各新聞・雑誌がここぞとばかりに「重婚」「スキャンダル」と大きく報じたことで2人の関係は同志の間でも評判が悪化、秋水の周りから人が遠ざかっていく原因になったとも言われる。順調だった秋水の人生にも蹉跌の色が見え始めていた。

### 大逆事件～刑死
1910年（明治43年）6月1日、秋水は神奈川県湯河原の「天野屋」へ来ていた。自由新聞での勤務時代に親友となった小泉に勧められての訪問で、内縁の妻となったスガの湯治を兼ねての宿泊中だった。そこへ警察が現れ、幸徳事件（大逆事件）によって両者は逮捕された。獄中での秋水は同年11月21日に、「基督抹殺論」を脱稿するが、これはイエス・キリストを天皇のメタファーとするものではなく、近代社会に適合しない迷信性を持つキリスト教を否定したもので、秋水は天皇制と共和制が両立するものと考えていた。その内容は神智学協会のアニー・ベサントのキリスト教論に合致する部分が多く、秋水におけるベサントの影響が指摘されている。井沢元彦は、浅見絅斎の『靖献遺言』の影響も指摘している。結果的にはこれが秋水の完成した遺稿となった。正確には、『基督抹殺論』脱稿後に全五章からなる『死刑の前』を書き始めたが、第一章「死生」を完成したところで断絶した。
1911年（明治44年）1月18日、秋水は大審院において「大逆罪」で有罪、死刑判決を受けた。当時の大逆罪は未遂・予備含めて死刑しか定められておらず、大逆罪を認定されれば問答無用で死刑を言い渡される時代だった。そして同年1月24日、宮下太吉・新村忠雄ら他の死刑囚11名と共に処刑された。39歳没。内縁の妻であるスガも翌日に執行、刑死した。
こうした当局の対応については国内外の知識人層から批判があった。当局は社会主義者の一掃を図ることを目的としており、この事件の発覚をきっかけに事件への関与が薄く、大逆罪に該当しない秋水らに対して警察や政府によるフレームアップ（でっち上げ）で処刑した。刑死した12名のうち、実際に明治天皇の暗殺を計画・検討し、大逆罪に該当する可能性があったのは内縁の妻・スガと新村、宮下、さらに同時に死刑が執行された古河力作の4名と見られたが、前述のように事件当時、首謀者の1人に名指しされたスガと同棲関係にあった秋水が暗殺計画の存在を知っていた可能性は無いとは言えないが、そもそもスガは肺病で療養中で、彼女が首謀者だったという検察の主張にはかなり無理があった。
なお、警察に逮捕された秋水のもとには元妻である千代子が面会に訪れていたが、秋水は千代子が持参した手弁当には全く手を付けなかったという。しかし、秋水の墓は高知県四万十市の正福寺で千代子の墓と隣接している。碑銘は親友だった小泉の手によるものだが、正福寺の所在地が高知地方検察庁中村支部・高知地方裁判所中村支部の裏手にあるため、戦前は墓碑に鉄格子がはまっている状態だった。

### 死後、各方面への反響
秋水らの死刑を阻止するために、徳富蘆花は自身の兄である徳富蘇峰を通じて内閣総理大臣・桂太郎へ嘆願したが果たせず、秋水らは1911年（明治44年）1月に処刑された。同年2月1日に、秋水に心酔していた第一高等学校の弁論部の河上丈太郎・森戸辰男の主催で「謀叛論」を講演したが、校長である新渡戸稲造らの譴責問題に発展し、校内で騒動となった。
秋水が法廷で「いまの天子は、南朝の天子を暗殺して三種の神器を奪い取った北朝の天子ではないか」と発言したことが外部に漏れ、南北朝正閏論が起こった。これに対し、帝国議会衆議院において国定教科書の南北朝併立説を非難する質問書が提出され、議会は秋水の死後である2月4日に、南朝を正統とする決議を出した。この決議によって、教科書執筆の責任者である喜田貞吉が休職の処分を受け、これ以降の国定教科書では「大日本史」を根拠に三種の神器を所有していた南朝を正統とする記述に差し替えられた。
1912年（明治45年）6月には上杉慎吉が天皇主権説を発表し、美濃部達吉が天皇機関説を主張する。当時の大学周辺では美濃部の天皇機関説が優勢になったが、のちに上杉の天皇主権説が優勢となる。馬蹄銀事件で秋水らを疎ましく思っていた山県有朋は、のちにロシア革命が勃発してから極秘に反共主義を進め、上杉の天皇主権説を基礎にした国体論が形成されていく。また、秋水の遺稿となった「基督抹殺論」は君主制廃止の観点から書かれたものだが、神社神道を国教としていた政府は反キリスト教の観点から刊行を認めた。秋水の「基督抹殺論」は第二次世界大戦の時期までキリスト教に否定的な右翼や官僚、軍人、神職などに広く読まれたが、昭和時代中期に入るとキリスト教への圧迫のために悪用されてしまった。
大逆事件は文学者たちにも大きな影響を与えた。石川啄木は事件前夜にピョートル・クロポトキンの著作や公判記録を独自に入手・研究し、「時代閉塞の現状」「A LETTER FROM PRISON」などを執筆した。木下杢太郎は、1911年（明治44年）3月に戯曲「和泉屋染物店」を執筆する。
1919年（大正8年）政友会高知支部が、大日本帝国憲法発布30周年に際し、感謝状を遺族に贈呈したが、これを憲政会が問題視し、臨時の高知県議会で大論争となった。
秋水の新たな資料が発見された1960年代以降、大量の研究書が発表されている。その結果、幸徳事件は国家によるフレームアップの典型例であることが確実となった。批評家の柄谷行人や浅田彰・絓秀実・鴻英良らは、大逆事件を日本の帝国主義の重大な指標としてみなし、その波及効果を研究している。他の評価としては批評家の福田和也が愛国者として秋水を評価するものがある。また、秋水の代表作である「帝国主義」はジョン・アトキンソン・ホブソンやウラジーミル・レーニンらの帝国主義論に先駆けるもので、独自の批判的分析を展開している。2008年（平成20年）にはクリスティーヌ・レヴィ（Christine Lévy）によってフランス語への翻訳 "L'impérialisme, le spectre du XXe siècle"（Paris, CNRS editions）が行われるなど、近年は国外でも再検討されている。
藤田東湖や会沢正志斎が中枢となった水戸学が「忠君愛国」を提唱し、「攘夷」「尊王」という考え方を打ち出した。水戸学の「将軍より天皇の方が上位である」という思想戦によって明治維新が成し遂げられたが、明治維新の元勲たちからすれば水戸学を否定することは出来ない。その水戸学が教えるのが「南朝正統」説で、後醍醐天皇の南朝こそ正統の天皇であり、北朝の天皇は偽物であるという指摘だった。しかし、明治政府が担いでいる明治天皇は明らかに北朝の子孫である。水戸学が主張するように「南朝の子孫が真の正統である」とすると秋水の主張の通り、明治天皇は偽物ではないかという議論が成立する。
2000年（平成12年）、秋水の出生地である中村市議会は「幸徳秋水を顕彰する決議」を全会一致で議決した。

## 著述
単著
- 『帝国主義』警醒社、1901年。
- 『兆民先生』博文館、1902年。
- 『社会主義神髄』朝報社、1903年。
- 『社会民主党建設者ラサール』平民社、1904年。

翻訳
- カール・マルクス、フリードリヒ・エンゲルス 著、幸徳秋水、堺利彥 訳『共産党宣言』社会主義発行所、1906年。

演説
- 『社会主義の必要』- 『東洋雄弁会演説集』広文堂、1902年、5頁。

著作史料
- 飛鳥井雅道編・解説『幸徳秋水集』（『近代日本思想大系』第13巻）、筑摩書房、1975年（昭和50年）11月。
- 伊藤整・『幸徳秋水』（『日本の名著』第44巻）、中央公論社、1970年（昭和45年）9月。
- 大逆事件の真実をあきらかにする会編『大逆帖－堺氏蔵』、大逆事件の真実をあきらかにする会、1981年（昭和56年）1月。
- 塩田庄兵衛編『幸徳秋水の日記と書簡』増補決定版、未來社、1990年（平成2年）4月。
- 中島及『幸徳秋水漢詩評釈』、高知市民図書館、1978年（昭和53年）3月。
- 山泉進編・解題『幸徳秋水』（平民社資料センター監修『平民社百年コレクション』第1巻）、論創社、2002年（平成14年）10月。ISBN 4-8460-0353-1
- 『幸徳秋水文集』（『解放群書』 第7編）、解放社、1926年（大正15年）。
- 『幸徳秋水集』（『改造文庫覆刻版』第1期）、改造図書出版販売、1977年（昭和52年）2月。
- 幸徳秋水全集編集委員会編『幸徳秋水全集』全9巻・別巻2巻・補巻、明治文献、1968年（昭和43年） - 1972年（昭和47年）。復刻：日本図書センター、1994年。
- 『帝国主義』山泉進校注（岩波文庫 青版125-1）、岩波書店、2004年（平成16年）6月。ISBN 400-3312511
- 『兆民先生・兆民先生行状記』（岩波文庫 青版125-4）、岩波書店、1960年、度々復刊。ISBN 400-3312546
  - 改版『兆民先生 他八篇』梅森直之校注（岩波文庫）、2023年。ISBN 400-3312597